# Никитин, Николай Гениевич
Николай Гениевич Никитин (27 ноября 1952, Серов — 7 января 1999, Санкт-Петербург) — российский предприниматель и спонсор, основатель и первый генеральный директор компании Евросиб.

## Биография
Родился в 1952 году в городе Серов, Свердловская область. Учился в Иркутске и в Новосибирске.
В начале 90-х годов был одним из руководителей Западно-Сибирской железной дороги.
В 1992 году основал компанию «Евросиб», ныне являющейся группой компаний, занимающейся железнодорожными перевозками, комплексной логистикой и торговлей автомобилями. Общая численность персонала Евросиб по состоянию на 2012 год — 1,9 тыс. человек, компания владеет и управляет вагонным парком из 13,4 тыс. единиц подвижного состава, 6 локомотивами, оперирует собственным терминально-логистическим центром в Новосибирске. Николай Никитин был первым генеральным директором компании.
30 декабря 1998 года был ранен выстрелом в голову неизвестным преступником в подъезде собственного дома. Скончался 7 января в реанимации Военно-медицинской академии.
Похоронен на кладбище Литераторские мостки.
У Николая Никитина осталось двое детей, сын Дмитрий, унаследовавший компанию «Евросиб», и дочь Ксения, продолжившая спонсорскую деятельность отца.

## Спортивная и спонсорская деятельность
Николай Никитин с юных лет занимался настольным теннисом, добился звания кандидата в мастера спорта СССР. В студенческие годы тренировал детскую команду. После переезда в Петербург от лица компании «Евросиб» оказывал финансовую помощь Петербургской федерации настольного тенниса, и эта помощь, по утверждению спортивных специалистов, сыграла существенную роль в развитии федерации. Участвовал в организации Международного турнира по настольному теннису в Санкт-Петербурге. В 1996 году Николай Никитин был избран Председателем Федерации настольного тенниса Санкт-Петербурга.
В 2000 году, после смерти Николая Никитина, по решению Петербургской федерации, Международный турнир по настольному теннису в Санкт-Петербурге получил название «Мемориал Николая Никитина». С тех пор этот турнир проводится ежегодно в течение более 20-ти лет, и включен в список официальных соревнований Международной федерацией настольного тенниса.